# Vasingtona irritans
Vasingtona irritans är en mångfotingart som först beskrevs av Chamberlin 1910.  Vasingtona irritans ingår i släktet Vasingtona och familjen Caseyidae. Inga underarter finns listade i Catalogue of Life.